# Jakob Johann von Taube

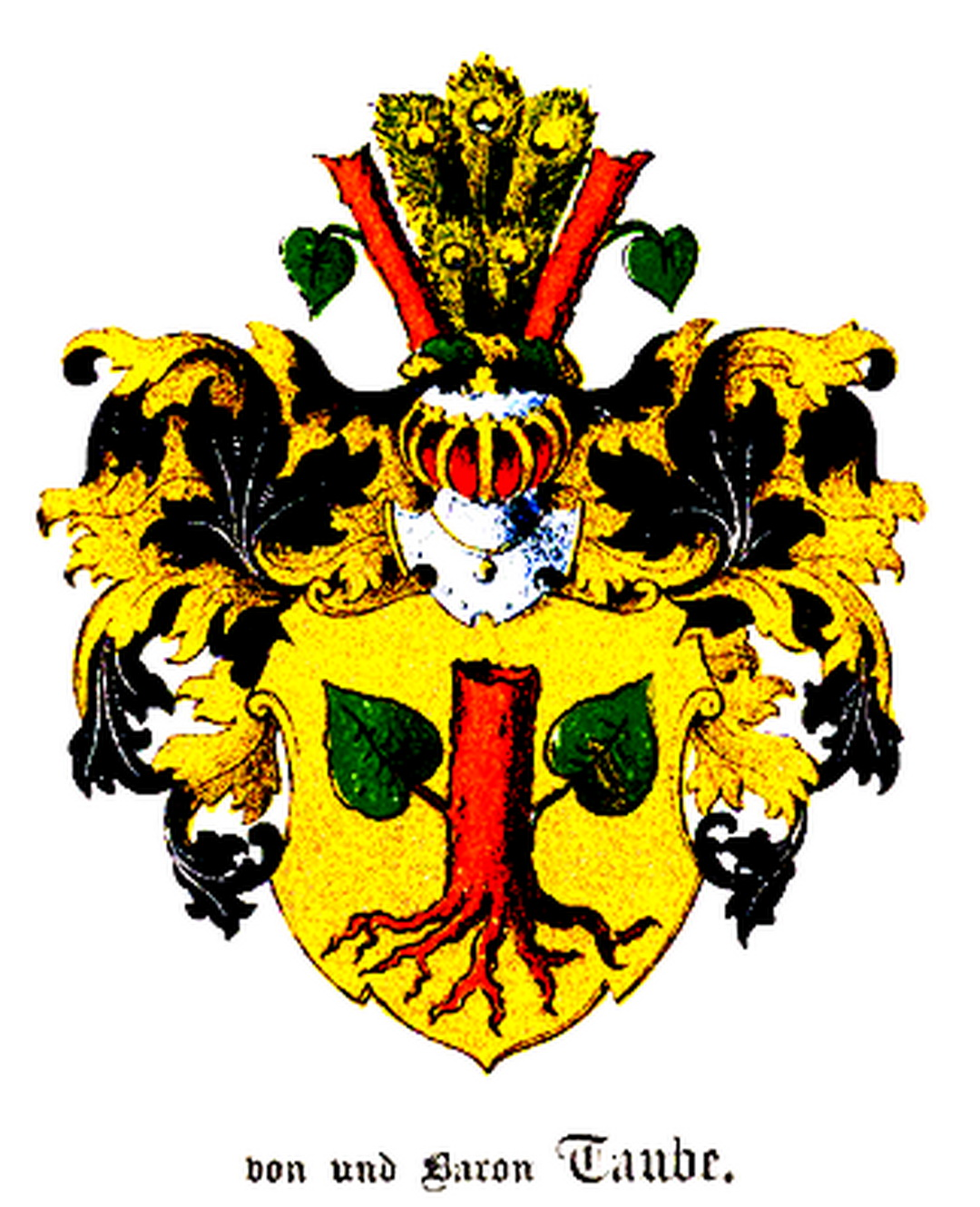
Stammwappen des Adelsgeschlechts „von Taube“ (Baltisches Wappenbuch 1882)

Jakob Johann von Taube (Schwedisch: Jakob Johan Taube af Kudding) (* 5. November 1624; † 25. Februar 1695) war ein schwedischer Generalmajor und Generalgouverneur in Schwedisch-Ingermanland.

## Leben
Taube entstammte der freiherrlichen estländischen Linie Kudding des deutsch-baltischen Adelsgeschlechts von Taube. Seine Eltern waren der schwedische Gouverneur bzw. Schlosshauptmann von Reval und Erbherr von Kudding, Jost Taube und Iliana Hansdotter Görtzhagen († 1639), aus finnischem Adel.

### Laufbahn
Jakob Johann von Taube war bereits 1633 als Student an der Universität Dorpat eingeschrieben. Er war Kammerherr bei Prinz Karl Gustav bis zu dessen Krönung 1654 und begleitete von 1647 bis 1649 sowie von 1658 bis 1659 Herzog Adolf Johann auf dessen Auslandsreisen.
1649 stand er als Oberstleutnant in einer deutschen Staffel der schwedischen Dragoner, wurde Kommandant in Weidenhelm und stieg 1651 zum Oberst im Närkes und Värmland Regiment auf. 1655 war er als Oberst in einem finnischen Kavallerie-Regiment eingesetzt. Im Zweiten Nordischen Krieg war er 1655 Kommandant der Burg Janovitz und nahm anschließend als der Führer Västgöta Reiter an der Schlacht bei Warschau teil.
Seine Ernennung zum schwedischen Marschall erfolgte 1663, die zum Generalgouverneur von Schwedisch-Ingermanland und Kexholms län im Jahre 1664. Erst im Folgejahr stieg er in den Rang eines Generalmajors der Infanterie auf und avancierte 1668 weiter zum Generalleutnant der Infanterie. 1673 wurde Taube erneut in die Stelle des Generalgouverneurs von Ingermanland und Kexholm gesetzt und 1675 in den schwedischen Freiherrnstand aufgenommen. Seinen Abschied hatte er 1678 eingereicht, wurde aber vom König bis 1681 in seinen Ämtern belassen.

### Familie
Taube vermählte sich 1661 in Stockholm mit Freiin Maria Horn af Marienborg (1642–1695), Tochter des schwedischen Feldmarschalls und Generalgouverneurs Freiherr Gustaf Evertsson Horn, aus der Ehe gingen vier Kinder hervor.
- Freiin Juliana Maria von Taube, ⚭ NN von Tiesenhausen
- Freiherr Jost von Taube († nach 18. Mai 1697)
- Graf Gustav Adam von Taube (1673–1732), schwedischer Reichsrat und Feldmarschall, ⚭ Anna Dorothea von Fersen (1670–1752)
- Freiin Margareta Eleonora von Taube († nach 2. Mai 1730), ⚭ 1701 Rutger von Burman († 1703), schwedischer Oberstleutnant